# Провен (Нор)
Прове́н (фр. Provin) — коммуна во Франции, регион О-де-Франс, департамент Нор, округ Лилль, кантон Аннёллен, в 18 км к юго-западу от Лилля и в 11 км к северо-востоку от Ланса, в 8 км от автомагистрали А1 «Нор».
Население (2017) — 4 234 человек.

## Экономика
Структура занятости населения:
- сельское хозяйство — 0,9 %
- промышленность — 26,3 %
- строительство — 10,7 %
- торговля, транспорт и сфера услуг — 21,5 %
- государственные и муниципальные службы — 40,6 %

Уровень безработицы (2017) — 11,5 % (Франция в целом — 13,4 %, департамент Нор — 17,6 %). 

Среднегодовой доход на 1 человека, евро (2017) — 20 890 (Франция в целом — 21 110, департамент Нор — 19 490).

## Демография
Динамика численности населения, чел.

## Администрация
Пост мэра Провена с 2014 года занимает Жоффре Збьерски (Joffrey Zbierski). На муниципальных выборах 2020 года его правый список был единственным.
| Период | Период | Фамилия         | Партия                  | Примечания               |
| ------ | ------ | --------------- | ----------------------- | ------------------------ |
| 1977   | 2001   | Пьер Май        | Социалистическая партия |                          |
| 2001   | 2014   | Жерар Ледрю     | Социалистическая партия |                          |
| 2014   |        | Жоффре Збьерски | Разные правые           | руководитель предприятия |